# Theretra castanella
Theretra castanella is een vlinder uit de familie van de pijlstaarten (Sphingidae). De wetenschappelijke naam van de soort is voor het eerst geldig gepubliceerd in 1942 door Bruno Gehlen.